# Ringgold (Georgia)
Ringgold is een plaats (city) in de Amerikaanse staat Georgia, en valt bestuurlijk gezien onder Catoosa County.

## Demografie
Bij de volkstelling in 2000 werd het aantal inwoners vastgesteld op 2422.
In 2006 is het aantal inwoners door het United States Census Bureau geschat op 2743, een stijging van 321 (13,3%).

## Geografie
Volgens het United States Census Bureau beslaat de plaats een oppervlakte van
10,2 km², geheel bestaande uit land. Ringgold ligt op ongeveer 265 m boven zeeniveau.

## Plaatsen in de nabije omgeving
De onderstaande figuur toont nabijgelegen plaatsen in een straal van 16 km rond Ringgold.